# Pyjamaparty

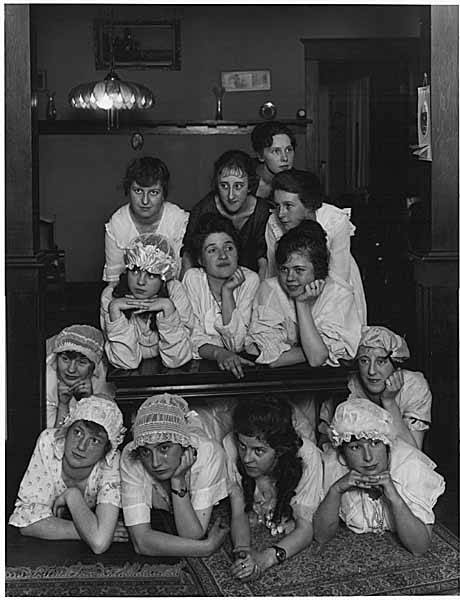
Studentinnen der University of Washington in Nachtwäsche, ca. 1917

Eine Pyjamaparty ist eine Party, bei der die Gäste eingeladen werden, im Gastgeberhaushalt zu übernachten. Im deutschen Sprachraum gibt es vor allem die Variante, dass die Gäste in Nachtwäsche, darunter Pyjamas, zur Party erscheinen sollen; in diesem Fall ist eine Pyjamaparty eine Motto-Party. Eine Übernachtung ist nicht zwingend damit verbunden, kann aber inbegriffen sein. Alternative Begriffe wie Schlummerparty, Schlafanzugparty oder Nachthemdparty konnten sich im deutschen Sprachraum nicht durchsetzen. 
Stark verbreitet vor allem für Kindergeburtstage sind Pyjamapartys im Sinne von Übernachtungspartys in den Vereinigten Staaten außerhalb der Metropolen, wo die Siedlungsdichte so gering ist, dass der Besuch, z. B. einer Geburtstagsparty, fast immer eine längere Autofahrt voraussetzt. Charakteristisch für eine solche Pyjamaparty ist, dass die meist jungen Gäste die Feier im Schlafanzug bis in die Nacht hinein ausdehnen dürfen und die Regeln für das Zubettgehen von den Erwachsenen nicht so streng ausgelegt werden wie gewöhnlich (auch Mitternachtsparty genannt).
In Großbritannien und in Australien werden Pyjamapartys beispielsweise für Pfadfinder veranstaltet. Meist sind die Teilnehmer an solchen Partys Kinder oder Frauen, nur selten Männer.

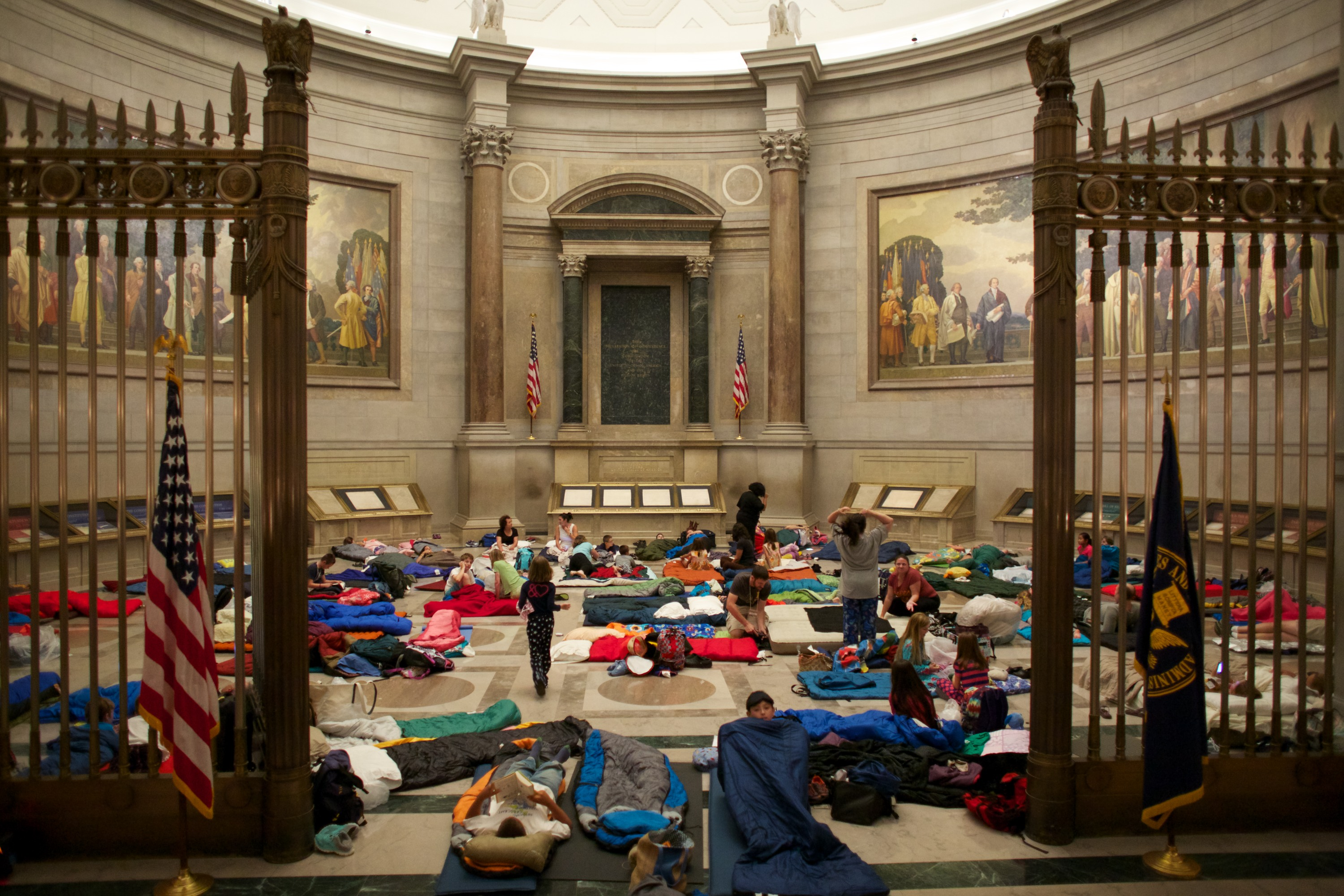
Pyjamaparty in den National Archives, Washington, D.C., 2017

Im deutschen Kulturraum kamen Pyjamapartys für junge Mädchen in den 1960er und 1970er Jahren in Mode, ausgelöst durch die populäre Kinderbuch-Reihe Hanni und Nanni. Bei häuslichen Treffen, in Internaten und vor allem auch auf Klassenfahrten in Jugendherbergen und Schullandheimen trafen sich befreundete Mädchen nachts heimlich in Nachtwäsche im Bett eines der Mädchen, um bei Kerzenschein oder im Licht der Taschenlampe nach dem Vorbild der Romanfiguren Süßigkeiten, Würstchen und anderes zu verspeisen und Limonade oder heißen Kakao zu sich zu nehmen. Diese frühen Pyjamapartys waren meist spontan. Wie bei Hanni und Nanni erhöhte ein gewisser Regelverstoß den Reiz dieser Partys. Jungen nahmen daran in der Regel nicht teil. 
Nachdem Pyjamapartys seit den 1990er Jahren aus der Mode gekommen waren, wurden sie 2010 durch die Wiederbelebung des „Hanni und Nanni“-Stoffs für das Kino wiederentdeckt. Auch in ähnlich angelegten Mädchenfilmen wie Freche Mädchen 2 und schon 2004 in Plötzlich Prinzessin 2 spielen sie eine zentrale Rolle. Auch „nächtliche Dekorationen“ und Gesellschaftsspiele gehören oft dazu. Kinos laden Mädchen sogar zu Pyjamapartys zu den Vorstellungen einschlägiger Filme ein. Mittlerweile kennt auch die organisierte Partyszene Pyjamapartys für Erwachsene, an denen auch Männer teilnehmen. Dabei stehen fantasievolle Dekorationen zum Thema Bett und sexy Nachtwäsche im Vordergrund.
Auch in Filmen wurde und wird eine Pyjamaparty immer wieder thematisiert. Eine der bekanntesten ist die Party-im-Zug-Szene in Manche mögen’s heiß von Billy Wilder mit Marilyn Monroe und ihren „Mädchen“.

## Pyjamapartys in Filmen und Fernsehserien
- Manche mögen’s heiß, USA 1959
- Slumber Party '57, USA 1976, mit Debra Winger
- The Slumber Party Massacre, USA 1982 (Horror-Komödie)
- Der Sleepover Club (Fernsehserie), Australien 2003
- Plötzlich Prinzessin 2, USA 2004
- Sleepover, USA 2004
- 30 über Nacht, USA 2004
- SpongeBob Schwammkopf, (Fernsehserie), Episode Das Nachtlicht, Staffel 5 Episode 3, Deutschland November 2007
- Schillerstraße (Fernsehserie), Episode Pyjama-Party, Deutschland 2009
- Love and other Drugs – Nebenwirkung inklusive, USA 2010
- The Myth of the American Sleepover, USA 2010
- Hanni & Nanni, Deutschland 2010
- Freche Mädchen 2, Deutschland 2010
- The Big Bang Theory (Fernsehserie), Episode 21 Sekunden, Staffel 4 Episode 8, Deutschland 2011
- Wendell & Vinnie (Fernsehserie), Episode Wendell & The Sleepover, Staffel 1 Episode 7, USA 2013